# Ankara Demirspor
L'Ankara Demirspor és un club de futbol turc de la ciutat d'Ankara.
Va ser fundat el 16 de març de 1932 per empleats del ferrocarril turc (TCDD), i entre els 38 differents equips amb el nom "Demirspor" en Turquia és l'unic que té llaços amb el TCDD. Va jugar a la primera divisió turca entre 1958 i 1971.

## Palmarès
- Campionat turc de futbol

1947
- Lliga d'Ankara de futbol

1938-39, 1942-43, 1946-47, 1947-48, 1958-59